# 佐竹義命
佐竹 義命（さたけ よしかた）は、佐竹氏一門の佐竹北家第10代当主。佐竹北家角館第3代所預。公家高倉家出身の祖父義隣や、三条西家出身の母の影響を受けた教養人で、子孫も代々書画や俳諧、和歌に秀でた当主を輩出した。

## 生涯
寛文7年（1667年）、佐竹義明の長男として生まれる。貞享4年（1687年）、東山天皇の即位式の祝賀使を父義明と共に務めて上洛し、親戚の公家衆と交流した。元禄12年（1699年）、父の死去により家督を相続する。藩主佐竹義格に仕え、銀山開発等にあたった。宝永元年（1704年）、幕府御目付衆が角館を巡見した際にその饗応にあたる。享保11年（1726年）死去、享年60。家督は嫡男の義拠が相続した。